# Kré Mbaye
Pour les articles homonymes, voir Mbaye.

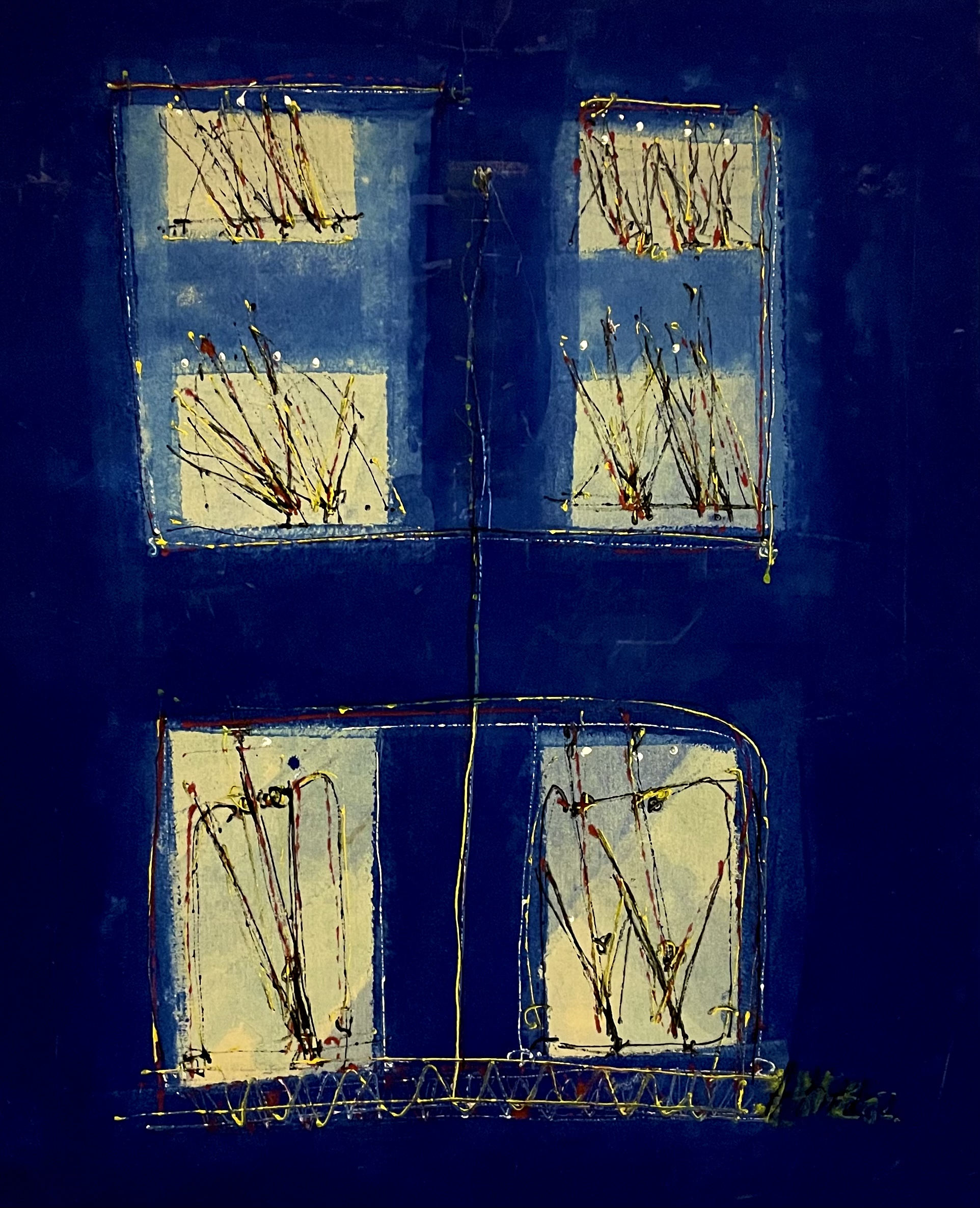
Maa nig dem bulo 81 60

Amdy Kré Mbaye, de son nom civil Amadou Kéwé Mbaye, dit Kré Mbaye (ou Kré), né le 25 avril 1949 à Dakar et mort dans cette ville le 21 octobre 2014, est un peintre et acteur sénégalais. 

## Biographie
Il grandit dans le quartier mythique de la Médina dans laquelle il côtoie de grands artistes tels que : Mamadou Niang, Pierre Lods, Momar Thiam… Artiste plasticien autodidacte, bien connu dans le monde des arts plastiques ; issu de la deuxième génération de « l’école de Dakar », il initie aux arts plastiques presque tous les jeunes artistes de son quartier.
Sa première exposition remonte à 1976. Elle se tient au Musée dynamique de Dakar et rencontre un grand succès critique ; Léopold Sédar Senghor, alors président de la République du Sénégal, s’est particulièrement attardé sur l’une de ses œuvres titrées « Le messager ». Depuis cette date, il ne cesse de peindre.
La plupart de ses œuvres sont des séries laissant entrevoir un peintre très soucieux de l’expression la plus profonde de son être. Son œuvre peut être ramenée à la couleur expression, une architecture de couleurs qui laisse de la place au percevant ; une place pour regarder, voir, contempler, jouir et se laisser enfin emporter jusque dans les profondeurs énigmatiques du langage chromatique.
Il peint quelques toiles figuratives avec une dominance de bleu cher à Léopold Sédar Senghor.
Maa nig dem bulo est une toile bleue au rectangle jaune réalisée pour le président qui entra dans sa collection privée en 1981.
Cette toile a été vendue à un collectionneur privé après le décès du président. Le montant réel de cette toile est estimé entre 20000 et 30000 €, une des toiles les plus chers de l’artiste.
Ses peintures figuratives mettent en valeur les femmes sénégalaises en insistant sur leur élégance. Il y apparait aussi des visages triangulaires et de grands yeux très expressifs. Tout au long de sa carrière, il décline ses portraits de femmes en de nombreuses variantes.

## Sélection d'œuvres
- Totem, 1988
- L'ange noir, 1988
- Rêve d'élévation, 1999
- Fenêtre sur cour, 2000
- Procession nocturne, 2000